# Короткова (присілок)
Коротко́ва (рос. Короткова) — присілок у складі Упоровського району Тюменської області, Росія.
Населення — 151 особа (2010, 153 у 2002).
Національний склад станом на 2002 рік:
- росіяни — 95 %